# Gavriil Kačalin
Gavriil Dmitrevič Kačalin (in russo Гаврии́л Дми́триевич Кача́лин?; Mosca, 17 gennaio 1911 – Mosca, 23 maggio 1995) è stato un calciatore e allenatore di calcio sovietico e, dal 1992, russo.

## Carriera
Fu commissario tecnico dell'Unione Sovietica durante i campionati del mondo del 1958, 1962, 1970 e durante la fase finale del campionato d'Europa 1960 giocato in Francia e vinto proprio dalla squadra sovietica.

## Palmarès

### Giocatore
- Campionato sovietico: 2

Dinamo Mosca: 1937, 1940
- Coppa dell'URSS: 1

Dinamo Mosca: 1937

### Allenatore

#### Club
- Campionato sovietico: 1

Dinamo Tbilisi: 1964

#### Nazionale
- Oro olimpico: 1

1956
- Campionato d'Europa: 1

1960